# Endre Győrfi
Endre Győrfi (Hajmáskér, 20 maart 1920 – Balatonföldvár, 25 mei 1992) was een Hongaars waterpolospeler.
Endre Győrfi nam als waterpoloër eenmaal deel aan de Olympische Spelen in 1948. Tijdens het toernooi speelde hij vijf van de zeven wedstrijden als keeper. Hij veroverde een zilveren medaille.
Jenő Brandi · 
Oszkár Csuvik · 
Dezső Fábián · 
Dezső Gyarmati · 
Endre Győrfi · 
Miklós Holop · 
László Jeney · 
Dezső Lemhényi · 
Pál Pók · 
Károly Szittya · 
István Szívós sr.